# Neosalanx reganius
Neosalanx reganius es un pez nativo de Japón que pertenece a la familia Salangidae.
Esta especie mide 63 milímetros (2,5 pulgadas) de longitud, y vive aproximadamente un año. Está clasificada como una especie vulnerable por la Unión Internacional para la Conservación de la Naturaleza.